# كلايف تشين
كلايف تشين (بالإنجليزية: Clive Chin)‏ هو ملحن ومنتج أسطوانات جامايكي، ولد في 14 مايو 1954 في كينغستون في جامايكا.

## وصلات خارجية
- كلايف تشين على موقع IMDb (الإنجليزية)
- كلايف تشين على موقع ألو سيني (الفرنسية)
- كلايف تشين على موقع ميوزك برينز (الإنجليزية)
- كلايف تشين على موقع أول ميوزيك (الإنجليزية)
- كلايف تشين على موقع ديسكوغز (الإنجليزية)
- كلايف تشين على موقع قاعدة بيانات الفيلم (الإنجليزية)
- كلايف تشين على موقع كينوبويسك (الروسية)